# Tigranes II
Tigranes II, eller Tigranes den store, född omkring 140 f.Kr., död omkring 55 f.Kr., var regerande kung av Armenien ur Artaxiaddynastin mellan 95 till 55 f.Kr. Han räknas som en av de främsta kungarna inom Armeniens historia. Han gjorde Kungariket Armenien till en stormakt som sträckte sig från Kaspiska havet till Medelhavet.

## Biografi
Tigranes var bror till kung Artavasdes och sändes som gisslan till parterkungen Mithridates II. Tigranes köpte sig senare fri med mark - 70 dalgångar som gränsade till Medien. Efter detta började Tigranes att utöka sitt rike. Han skapade en allians genom att gifta sig med Cleopatra, dotter till kung Mithridates VI Eupator av Pontos.
Parterriket var försvagat av tronstrider och skytiska angrepp efter kung Mithridates II:s död. Tigranes inledde ett krig som blev mycket framgångsrikt. Han återtog de 70 dalgångarna han tvingats att ge upp tidigare och annekterade norra Mesopotamien. Flera kungariken tvingades in som vasaller till Tigranes. År 83 före Kristus erbjöds han syriernas kungakrona och 79-78 före Kristus erövrade Tigranes II Kappadokien.
Tigranes II antog nu titeln Konungarnas konung och anlade en ny huvudstad, Tigranakert, på gränsen mellan Armenien och Mesopotamien. Det exakta läget av staden är inte känt. Nya hot väntade dock i väster. År 72 före Kristus. tvingades kung Mithradades av Pontus fly till Armenien från romarna. Och 69 före Kristus invaderades Armenien av romerska legioner ledda av Lucullus. Tigranes här förlorade Slaget vid Tigranakert den 6 oktober samma år och också i september följande år vid Slaget om Artasjat några dagsmarscher från den gamla huvudstaden Artasjat. Lucullus återkallades till Rom, vilket gav Tigranes en viss respit, men en av hans söner med namnet Tigranes gjorde uppror med stöd från det partiska rikert. Tigranes den store lyckades besegra sin son. Denne flydde till romarna som nu leddes av Pompejus. När dennes här trängde in i Armenien gav Tigranes spelet förlorat och kapitulerade 66 före Kristus. Han fick dock sitta kvar som romersk lydkonung i ett förminskat Armenien fram till sin död omkring 55 före Kristus, då han efterträddes av sin son Artavasdes II.

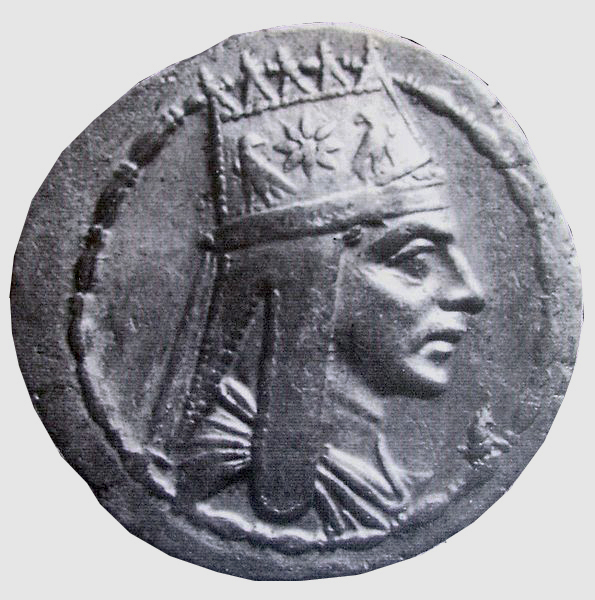
Mynt med Tigranes II:s porträtt
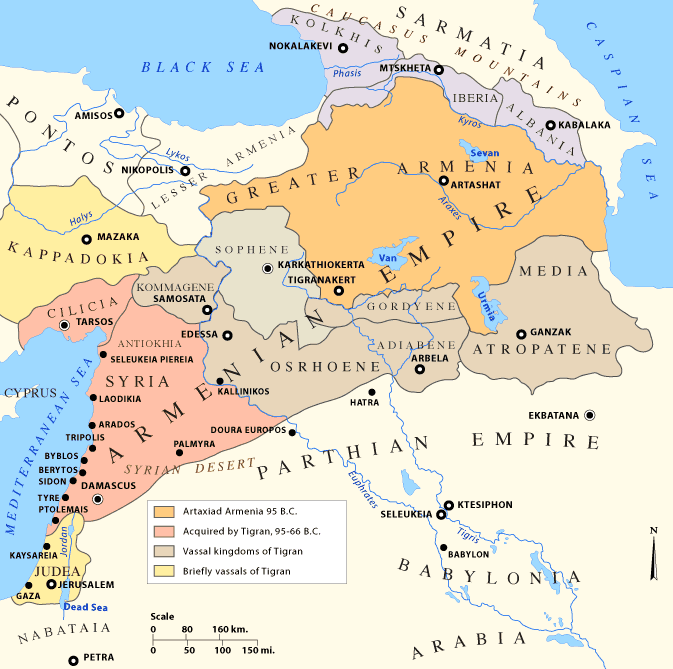
Tigran II:s rike